# Furtuna solară de Halloween 2003

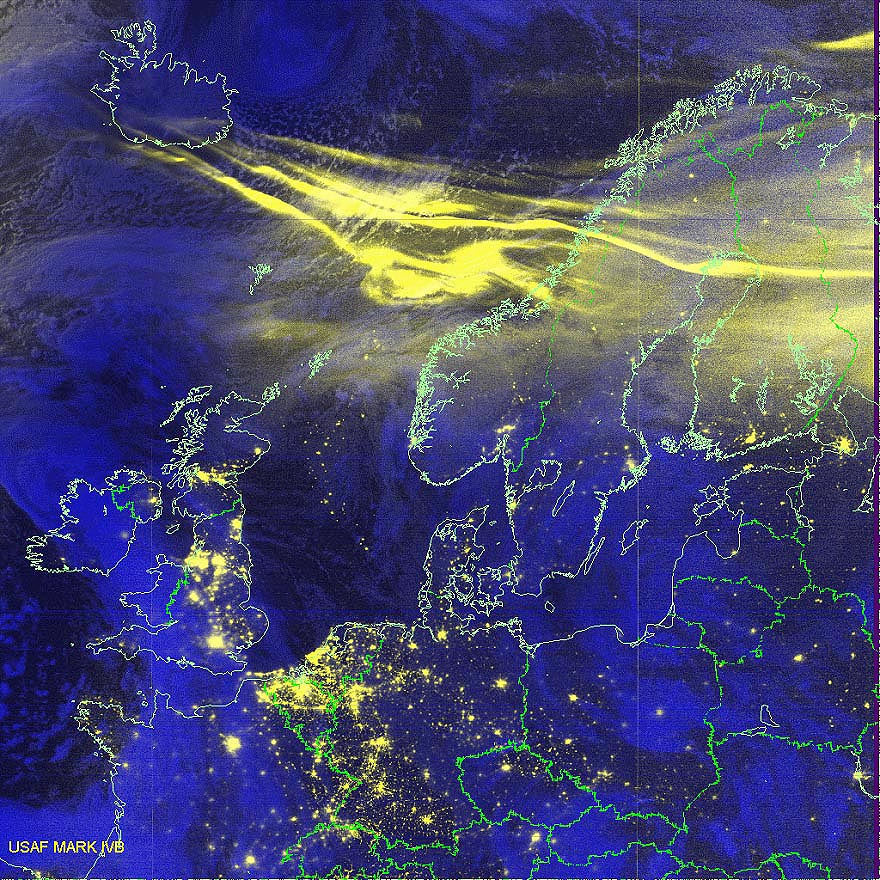
Imagine compusă care prezintă aurore deasupra Europei de Nord, luată de DMSP, pe 30 octombrie 2003.

Furtunile solare de Halloween au fost o serie de furtuni solare care au implicat erupții solare și ejecții de masă coronală (EMC) care au avut loc de la jumătatea lunii octombrie până la începutul lunii noiembrie 2003, atingând punctul culminant în jurul datei de 28-29 octombrie. Această serie de furtuni a generat cea mai mare erupție solară înregistrată vreodată de sistemul GOES, a cărei putere a fost estimată la X45 (estimată inițial la X28 din cauza saturației detectoarelor GOES).

## Efecte

### Pe  Pământ
Sistemele și comunicațiile prin satelit au fost afectate, aeronavele au fost sfătuite să evite altitudinile mari din apropierea regiunilor polare, iar în Suedia a avut loc o pană de curent de o oră ca urmare a activității solare. Aurorele au fost observate la latitudini atât de sudice precum Texas și țările mediteraneene din Europa. Douăsprezece transformatoare din Africa de Sud au fost dezactivate și au trebuit să fie înlocuite, în ciuda latitudinii geomagnetice scăzute a țării.

### Despre sateliți și nave spațiale
Satelitul SOHO s-a defectat temporar, iar Advanced Composition Explorer (ACE) a fost avariat de activitatea solară. Numeroase alte nave spațiale au fost avariate sau au înregistrat perioade de inactivitate din cauza unor probleme diverse. Unele dintre ele au fost puse intenționat în modul de siguranță pentru a proteja echipamentele sensibile. Astronauții de la bordul Stației Spațiale Internaționale (ISS) au fost nevoiți să rămână în părțile mai protejate ale Segmentului Orbital Rus pentru a se proteja împotriva nivelului crescut de radiații.
Emisiile EMC au fost observate ulterior de naveta spațială Mars Odyssey care orbitează în jurul planetei Marte, de naveta spațială Ulysses din apropierea planetei Jupiter și de naveta spațială Cassini în drum spre Saturn. În aprilie 2004, Voyager 2 a reușit, de asemenea, să le detecteze în momentul în care au ajuns la nava spațială.

## Analiză
Intensitatea uneia dintre furtunile solare a fost comparată de unii oameni de știință cu evenimentul Carrington din 1859..
Aceste evenimente au avut loc în timpul ciclului solar 23, la aproximativ trei ani după vârful său din 2000, care a fost marcat de un alt eveniment de activitate solară cunoscut sub numele de evenimentul de Ziua Bastiliei.